# تاكيهيرو كاتو
تاكيهيرو كاتو (باليابانية: 加藤 豪宏) (28 يوليو 1974 في كيوتو في اليابان – )؛ هو لاعب كرة قدم ياباني سابق كان يلعب كمدافع.

## وصلات خارجية
- تاكيهيرو كاتو على موقع رابطة كرة القدم اليابانية للمحترفين (اليابانية)
- تاكيهيرو كاتو على موقع عالم كرة القدم.نت (الإنجليزية)